# NGC 5905
NGC 5905 é uma galáxia espiral barrada (SBb) localizada na direcção da constelação de Draco. Possui uma declinação de +55° 31' 04" e uma ascensão recta de 15 horas, 15 minutos e 23,3 segundos.
A galáxia NGC 5905 foi descoberta em 5 de Maio de 1788 por William Herschel.